# Evaristo Fino
Evaristo Fino Fino (nacido en la década de 1940 en Cundinamarca) es un exciclista de ruta colombiano, ganador de la Vuelta a Costa Rica en 1969.

## Palmarés
1967
- Clasificación de los novatos en la Vuelta a Colombia

1968
- 3º en el Clásico RCN, más 1 etapa

1969 
- Vuelta a Costa Rica[2]
- 2º en el Clásico RCN, más 1 etapa

1973
- 1 etapa del Clásico RCN

## Equipos
- Totogol (1967)
- Cundinamarca (1968)
- Relojes Pierce (1969)
- Cundinamarca (1970)
- Relojes Pierce (1972)